# Тёйен (станция метро)
Тёйен (норв. Tøyen) — станция метро в районе Гамле-Осло (в 2,1 км от центра) столицы Норвегии, на востоке общего для нескольких линий тоннеля. Построена в первую очередь метрополитена Осло и открыта 22 мая 1966 года в составе новых линий метрополитена в восточные районы города.
Из-за своей близости к Музею Мунка станцию также называют «Тёйен — Музей Мунка». К северу от станции находится парк, в котором расположен ботанический сад университета Осло, палеонтологический, геологический и зоологический музеи. Над станцией находится торговый центр.